# 윤영선 (1922년)
윤영선(尹暎善, 1922년 11월 11일 ~ 몰년 미상)은 대한민국의 의사이자 군인, 참전유공자이다.
6.25 전쟁 당시 육군 군의관으로 전쟁에 참전하였고 중령으로 퇴역했으며, 제2이동외과병원장을 역임했다. 그는 외과의사 겸 산부인과의사였지만 이후 정신과 전문의로도 활동하였다. 대한제국 때 학무국장과 자헌대부를 역임한 윤치오와 그의 셋째 부인이었던 현송자의 아들로 태어났다. 본관은 해평(海平)이다.
동호 윤일선과 윤승선의 이복 동생이고 대한민국의 제4대 대통령을 역임한 윤보선의 사촌 동생이며, 조선말의 민권운동가였던 좌옹 윤치호의 5촌 조카가 된다.

## 생애
경성부에서 대한제국 때 학무국장과 자헌대부를 역임한 윤치오와 그의 셋째 부인이었던 현송자의 아들로 태어났다. 해부학, 병리학의 선구자 윤일선, 대한민국 해군과 대한민국 해병대의 창설 주역인 윤승선은 그의 이복 형이고, 서양화가 윤시선은 이복 누나가 된다. 상공부 장관과 서울특별시장, 대한민국 4대 대통령을 역임한 윤보선은 그의 사촌 형이다. 내무부 장관과 서울특별시장을 역임한 윤치영은 그의 삼촌이 된다. 조선 말기의 개혁사상가, 민권운동가인 좌옹 윤치호는 그의 5촌 당숙이 된다. 동명이인으로 한자 이름 음이 다른 오당 윤영선(尹永善)은 그의 6촌 형이었다. 그는 조선 선조 때의 형제 정승 윤두수, 윤근수 형제의 후손이었다.
서울대학교 의과 대학을 졸업하였다.
6.25 전쟁 당시 그는 육군 군의관 대위 신분으로 참전하였다. 1960년 6.25 전쟁 개전 초기, 서울이 북한 인민군에게 점령당하자, 그는 은신처를 마련하여 박순천 등 미처 빠져나가지 못한 정치인과 학자들을 보호하였다. 서북청년회의 간부였던 손진 등은 그를 통해 박순천 등의 은신처에서 접선을 시도하였다. 이후 육군 제2이동외과 병원장에 임명되었다.
6.25 전쟁이 끝나자 충무무공훈장을 수훈하였으며, 육군 중령으로 퇴역한 뒤 미국으로 유학하였다. 그는 미국 존스 홉킨스 대학교 대학원에 입학하여 가족계획학과를 나왔고 1965년 8월 5일 귀국, 공항검역소 2층에 산부인과 겸 상담소인 가족계획클리닉을 개설하였다. 같은 해 서울대학교 의과대학원에 입학하였다. 1966년 2월 22일 서울대학교 의과대학원에서 의학박사 학위를 받았다. 이후 천안 충청남도도립병원(현 충청남도 천안의료원) 원장, 가족계획연구원 학술부장 등을 역임하였다.
외과의사였지만 산부인과 전문의, 정신과 전문의로도 활동하였다.

## 가족 관계
- 부인 : 이봉규(李鳳圭, 용인이씨, 1929년 9월 12일 ~ ), 이봉영(李鳳榮)의 딸
  - 아들 : 윤형구(尹炯求), 의학박사, 산부인과 의사
  - 며느리 : 우인숙
  - 아들 : 윤숭구(尹崇求), 의학박사
  - 딸 : 윤은구
  - 사위 : 이경섭(李慶燮)
  - 딸 : 윤연구
- 사돈 : 우형주([4]禹亨疇, 1914년 12월 8일 - 2009년 11월 1일, 공학자, 서울대학교 공과대학 전기공학과 교수, 명예교수 역임, 학술원 회원[5])

## 수상 경력
- 충무무공훈장
- UN군 종군기장
- 베트남 의무공로훈장

## 학력
- 서울대학교 의과대학 의학사
- 존스 홉킨스 대학교 가족계획학과 사회과학 석사 수료
- 서울대학교 대학원 사회학과 사회과학 석사 수료
- 서울대학교 의과대학원 의학석사
- 서울대학교 의과대학원 의학박사

## 기타
그의 이복 형 윤승선(尹昇善)도 6.25 전쟁 참전 용사로 대한민국 해군과 대한민국 해병대의 창립에 참여하였으며, 해군본부 시설감, 해병대 공병감을 역임했다. 윤영선의 조카이자 윤승선의 아들 윤광구는 해군 대령을 역임하였다.